# Stadtgraben in Breslau

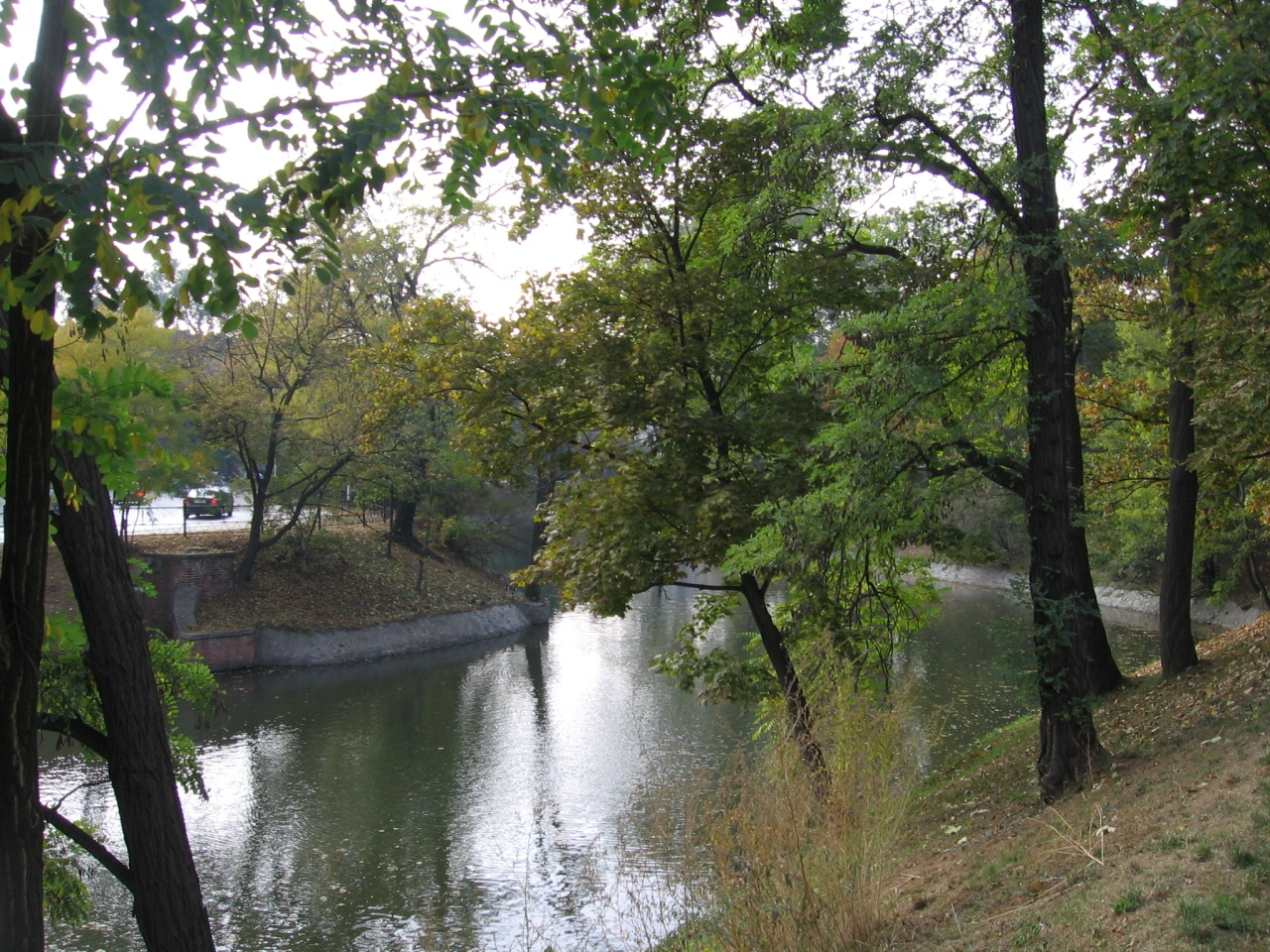
Stadtgraben in Breslau, rechts Kopernikuspark, links Straße am Stadtgraben

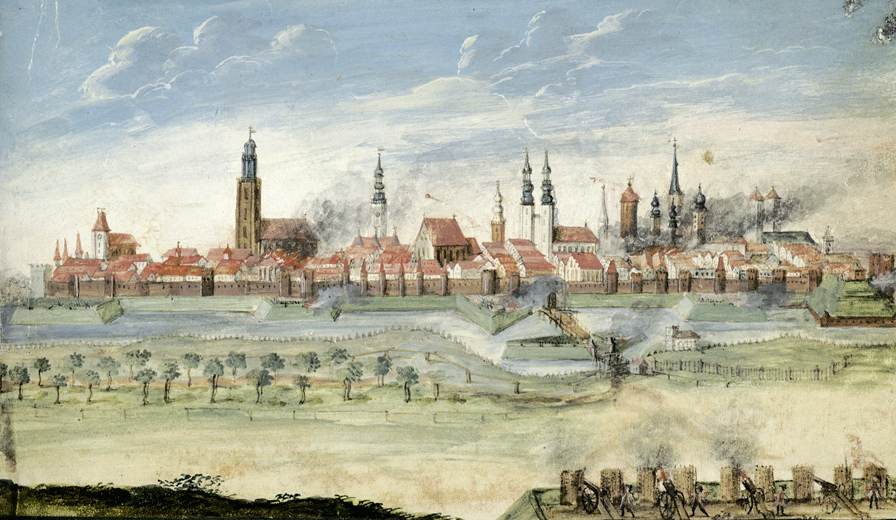
Die Belagerung Breslaus im Siebenjährigen Krieg (1760). Schweidnitzer Anger und Stadtgraben vor der Kurtine und der Bastion des Schweidnitzer Tores am Äußeren Festungsgürtel.

Der Stadtgraben in Breslau (poln. Fosa Miejska) ist ein Überbleibsel des ehemaligen komplexen Festungssystems Breslaus, das zum größten Teil auf natürlichen und künstlichen Wasserströmen der Oder und deren Zufluss Ohle basierte. Die heutzutage vorhandenen Abschnitte des Stadtgrabens, die entlang der Straße Am Stadtgraben liegen, gehörten zum äußeren Befestigungsring, der die Stadt von Süden umschloss.
Der Innere und der Äußere Stadtgraben sind bereits im 13. Jahrhundert entstanden. Der Äußere Stadtgraben verlief früher auf dem mittleren Abschnitt nördlicher als jetzt, die Johannitenkirche zum Fronleichnam lag außerhalb der Mauer, auf einer Art Halbinsel. Der Graben war von einer Mauer mit Wehrtürmen begleitet, die in früher Neuzeit zu Basteien umgebaut wurden. Im 17. Jahrhundert wurde die Mauer durch auf geometrischem Grundriss errichtete Erdwallsysteme mit Bastionen ersetzt, der Verlauf des Grabens wurde ebenfalls abgeändert.
Nach der Eroberung Breslaus durch die Rheinbundarmee unter Hieronymus Bonaparte wurde die Schleifung der Befestigungsanlage befohlen, die 1807 bis 1810 erfolgte. Es wurden dabei schrittweise mehrere Abschnitte der Gräben zugeschüttet. Der innere Stadtgraben wurde um 1869 vollständig trockengelegt. Auf seinem Platz verläuft heutzutage die sogenannte Ost-West-Straße. Vom äußeren Graben blieben jedoch größere Teile erhalten. Auch auf dem rechten Oder-Ufer planierte man mehrere Seitenarme der Oder, unter anderem verband man zu der Zeit die Dominsel mit dem Festland, so dass sie heute keine richtige Insel mehr ist. Von den Befestigungsgräben des rechten Ufers gibt es zwei Überbleibsel – ein Teich im Botanischen Garten und ein bei der Bolesław-Prus-Straße (früher Am Lehmdamm). Noch in den 1870er und 1880er wurde ein weiterer Abschnitt des äußeren Stadtgrabens trockengelegt, der als eine Senke im heutigen Juliusz-Słowacki-Park und Społeczny-Platz präsent ist. An der Stelle der Befestigungen wurde eine Grünanlage eingerichtet. Von zwei der Bastionen sind noch Überreste vorhanden in Gestalt der Partisanen-Höhe (ehem. Liebichshöhe) sowie der Polnischen Höhe (ehem. Holteihöhe).

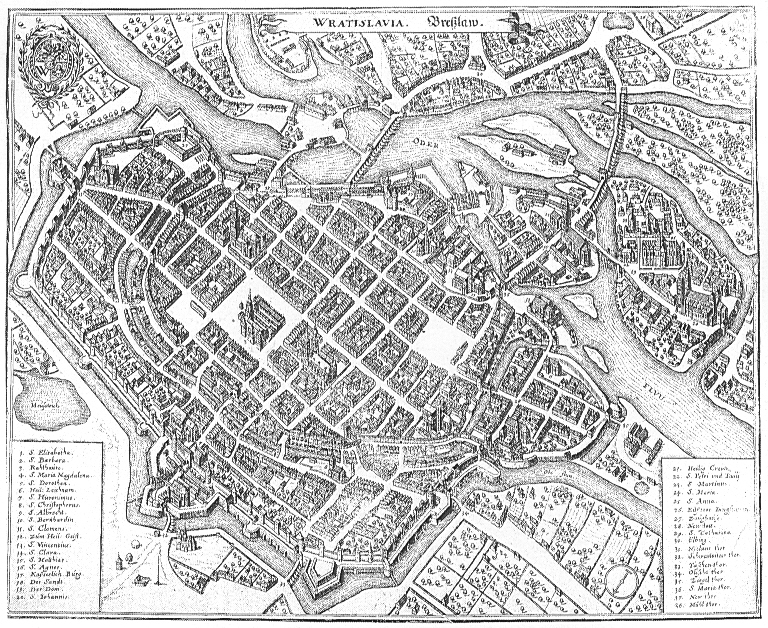
Breslau um 1660: unten und links der Äußere Stadtgraben mit Bastionen, innerhalb der Stadt der innere Graben
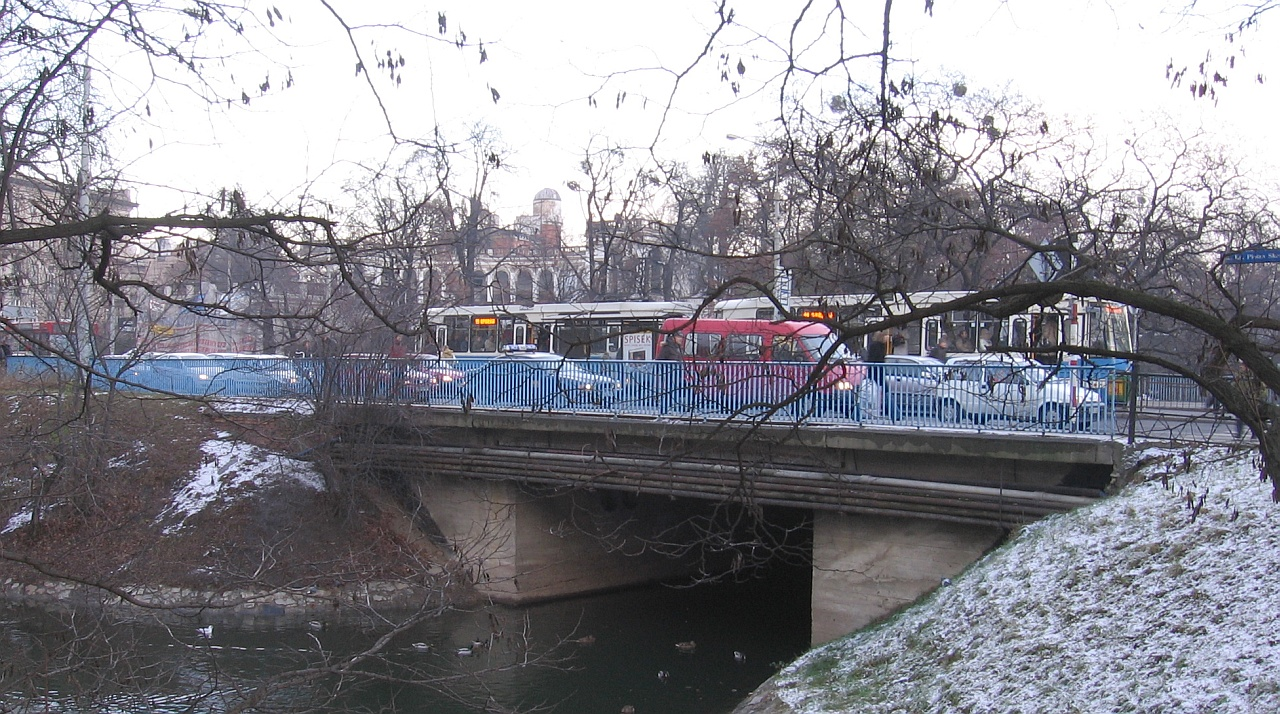
Piotr-Skarga-Brücke
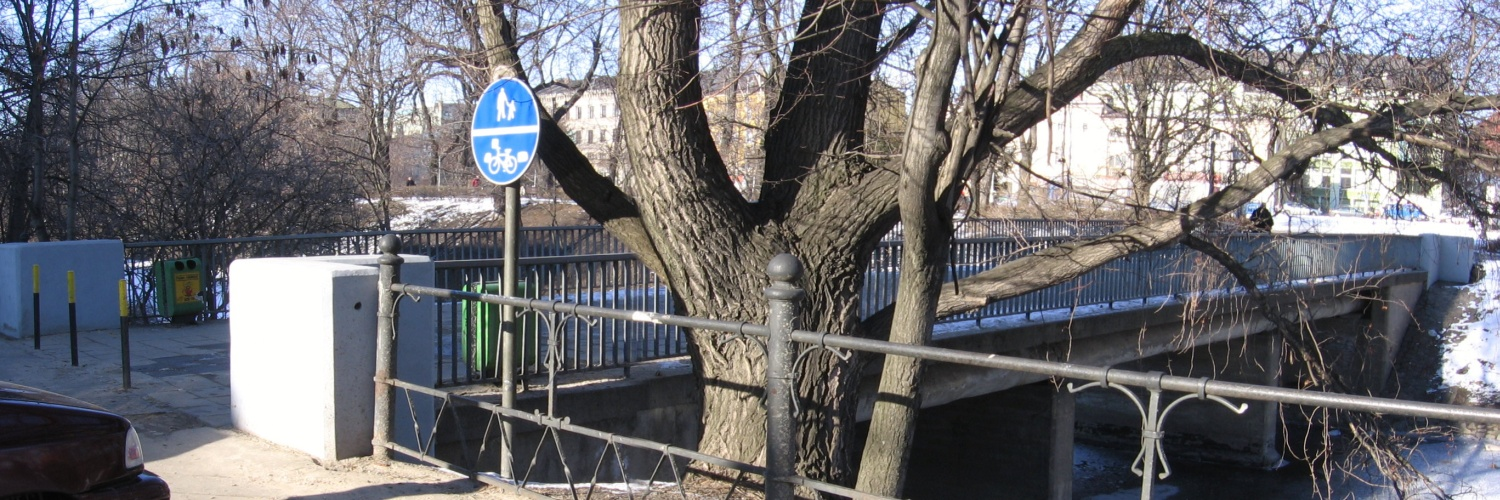
Kładka Sądowa (Gerichtshofsteg)
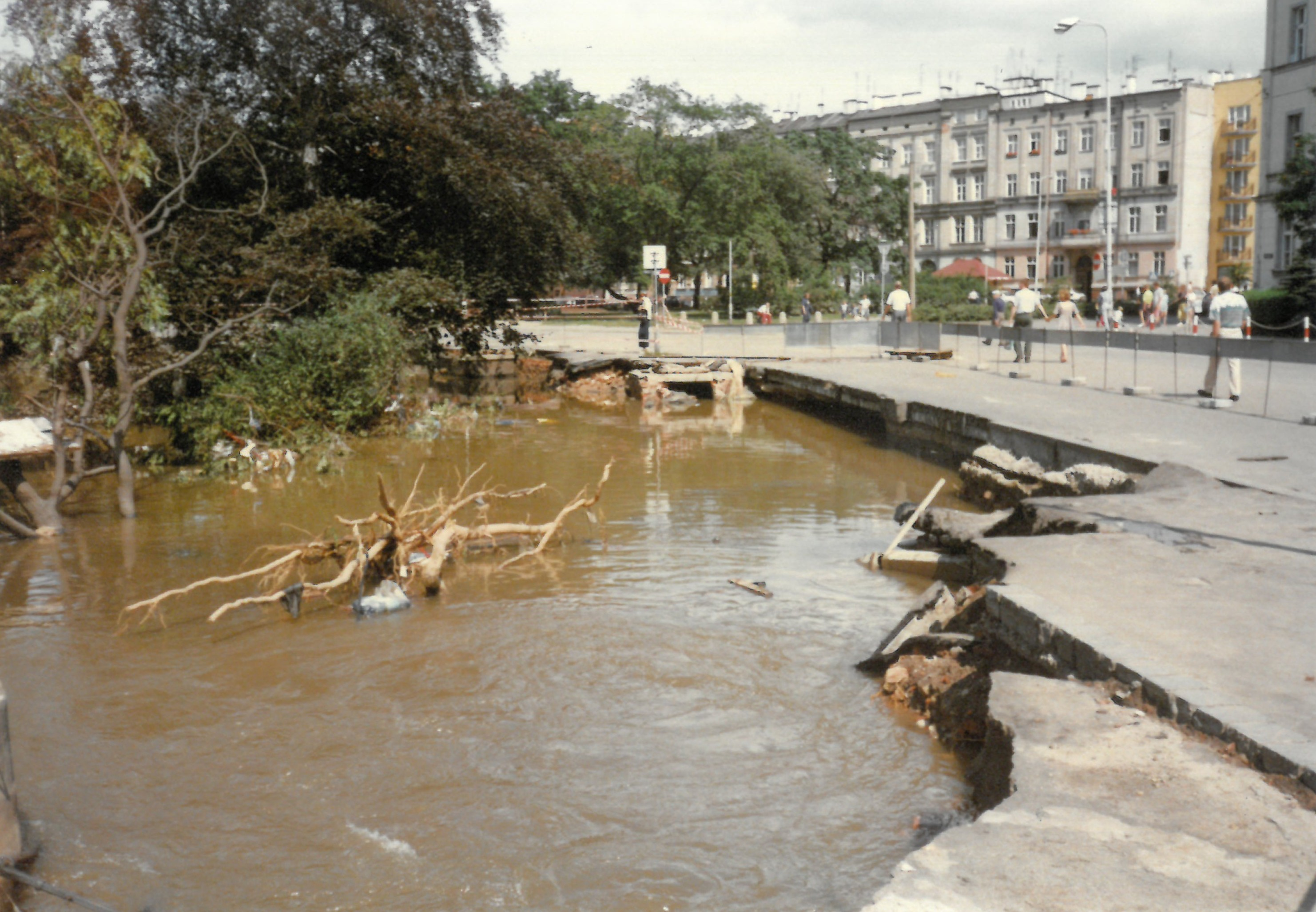
Oderhochwasser 1997: Lage kurz nach dem Abfließen des Stauwassers aus der Innenstadt; links der überflutete Stadtgraben